# Susana Stephenson
Susana Stephenson Pérez (Veracruz, Veracruz, 26 de mayo de 1948) es una política mexicana, miembro del Partido Acción Nacional.
Se ha desempeñado como Senadora por Guanajuato en las Legislaturas LVIII y LIX, a las que fue elegida como Suplente de Juan Manuel Oliva Ramírez y ocupó el cargo en dos ocasiones, de 2000 a 2003, al separarse Oliva de la curul para ser Secretario de Gobierno de Guanajuato, y de 2005 a 2006, cuando Oliva fue postulado candidato a Gobernador de su estado.